# Dieta de Espira (1544)
La Cuarta Dieta Imperial de Espira, también denominada la Dieta de 1544, fue una reunión de príncipes del Sacro Imperio Romano Germánico, convocada para el 20 de febrero de 1544 en la ciudad de Espira por Carlos V del Sacro Imperio Romano Germánico, debido a que quería pelear una guerra contra Francia, para la cual requería el apoyo de los príncipes luteranos, muchos de ellos miembros de la Liga de Esmalcalda. Recibió su apoyo a cambio de la una serie de concesiones y de abandonar casi por completo su posición católica, ignorando los deseos del papa Paulo III. En esta reunión, se decidió que no se tomaría ninguna acción formal contra los luteranos hasta que se reuniera un consejo libre.